# مونتجومري بلير سيبلي
مونتجومري بلير سيبلي (بالإنجليزية: Montgomery Blair Sibley)‏ هو محامي أمريكي، ولد في 14 أكتوبر 1956 في روتشستر في الولايات المتحدة.